# لنارت ویتالا
لنارت ویتالا (انگلیسی: Lennart Viitala؛ ۸ نوامبر ۱۹۲۱ – ۲۴ فوریه ۱۹۶۶ (۴۵ سال))کشتی‌گیر اهل فنلاند بود.
وی در مسابقات کشوری و بین‌المللی در مجموع برندهٔ ۲ مدال طلا، ۱ مدال برنز شده‌است.
وی در بازی‌های المپیک تابستانی ۱۹۴۸ در مگس وزن کشتی آزاد توانست مدال طلا کسب کند.
وی همچنین او به‌طور حرفه‌ای نجار بود.